# Sanghutar
Sanghutar (nepalski: साँघुटार) – gaun wikas samiti w środkowej części Nepalu w strefie Dźanakpur w dystrykcie Ramechhap. Według nepalskiego spisu powszechnego z 2001 roku liczył on 427 gospodarstw domowych i 2316 mieszkańców (1280 kobiet i 1036 mężczyzn).